# Antoni Ivanov
Antoni Ivanov (n. 11 septembrie 1995, Sofia, Bulgaria) este un fotbalist bulgar, care joacă pe post de mijlocaș la Hermannstadt în SuperLiga României.